# Парк имени Юрия Гагарина (Волгоград)
Парк имени Ю.А. Гагарина — парк культуры и отдыха в Краснооктябрьском районе города Волгограда. Является одним из старейших парков города. В свои лучшие годы входил в список 300 парков России с уникальным зелёным фондом. Парк вместе с домом культуры входит в комплекс культуры и отдыха имени Ю.А. Гагарина.

## История
По одной из версии парк был основан в 1925 году, по другой версии в годы первой пятилетки — в 1930-х годах рабочими завода «Баррикады». Также днём рождения парка считается 18 ноября 1936 года. Именно в этот день рядом с парком, который в то время назывался Аэропортовский, был открыт дом культуры.

### Сталинградская битва
Во время Сталинградской битвы на территории парка шли ожесточённые боевые действия, в ходе которых здание дома культуры и парк сильно пострадали.
Потерпев неудачу при штурме Сталинграда в августе-сентябре 1942 года, гитлеровское командование к началу октября сосредоточило лучшие пехотные и танковые дивизии на узких участках для занятия стратегических объектов города. Одна группа дивизий штурмовала высоту 102,0 — Мамаев курган, другая группа из пяти дивизий сосредоточилась на высотах западнее города для штурма заводского района и выхода к Волге. Здесь и наносился главный удар через Аэропортовский и Скульптурный парки и завод «Баррикады». На этот участок были поставлены полки 308-й стрелковой дивизии полковника Леонтия Гуртьева.
В ночь на 27 сентября 308-я стрелковая дивизия переправилась на правый берег Волги и в течение трёх недель защищала Верхний посёлок завода «Баррикады» и сам завод.
В полдень 2 октября контратаки сибирской дивизии Гуртьева были остановлены встречным наступлением противника. Немцы на участок сибиряков направили до 40 пикирующих бомбардировщиков, усилили артиллерийский и миномётный обстрел и стали сосредотачивать пехоту и танки. После бомбёжки и артобстрела в атаку пошли танки с десантами автоматчиков. Бронированному кулаку немцев удалось потеснить позиции 308-й дивизии и выйти к Аэропортовскому парку, где и разгорелись самые ожесточённые бои.
Аэропортовский парк, окружённый Стахановским проспектом, Арбатской, Аэропортовской  и Скульптурной улицами, занимал важное место в системе обороны 308-й стрелковой дивизии. Парк был оборудован как противотанковая зона. Здесь были созданы минные поля и замаскированные заграждения из бутылок с зажигательной жидкостью КС. Несколько бутылок поставили так, чтобы в случае необходимости выстрелами по ним можно было бы воспламенить всё поле. За одну ночь сапёры дивизии успели установить мины на танкоопасных направлениях, что помогло сдержать атаку танков. В стенах отдельных зданий, примыкавших к парку, были сделаны амбразуры для ведения огня, в подвалах устроены убежища, вырыты ходы сообщения.
Во второй половине дня 8 октября до двух рот немцев с пятью танками и десантом автоматчиков перешли в атаку на боевые порядки одной из рот 339-го полка. Передовой танк на предельной скорости въехал на бутылочное поле и, раздавив несколько бутылок, загорелся. Автоматчики с этого танка и следовавшего за ним стали забрасывать танк землёй и попали под огонь советских стрелков. От распространяющегося огня бутылки с зажигательной смесью начали лопаться и образовался мощный огненный барьер, который не позволил немцам продвинуться дальше. На смену подожжённым танкам немцы направили новую группу танков по обходному пути. В этот день сибиряки отбили шесть яростных атак немцев, в которых подбили десять танков противника.
Всё же немцам удалось окружить один из полков 308-й стрелковой дивизии. Лишь небольшой части бойцов удалось буквально под гусеницами немецких танков выйти из окружения. Остатки 351-го полка были распределены между 339-м и 347-м полками. В боях за Аэропортовский парк особо проявил себя учебный батальон под командованием лейтенанта Алейникова. Молодые сибиряки, составляющие основу учебного батальона, дрались особо отчаянно, чтобы выручить окруженный 351-й полк. Лишь при угрозе окружения и учебного батальона, его бойцы по приказу командования отошли на улицу Скульптурную и стали в оборону Скульптурного парка, который находился восточнее Аэропортовского парка. Обороняя Аэропортовский парк воины 308-й дивизии почти на неделю задержали вражеское наступление на заводской район и отошли на новые позиции лишь при угрозе полного окружения по приказу высшего командования.
Боевые действия 308-й стрелковой дивизии были высоко оценены командующим 62-й армии Василием Чуйковым и 7 декабря 1942 года Леонтию Гуртьеву было присвоено звание генерал-майора. А в 1979 году примыкающая к парку улица Аэропортовская была переименована в улицу имени генерала Гуртьева.
В дни тяжелейших боёв за Аэропортовский и Скульптурный парки погибших хоронили в братских и одиночных могилах, чаще устраиваемых в воронках от разрывов крупных бомб. С освобождением города, после 2 февраля 1943 года началось восстановление зданий и разминирование участков, где происходили наиболее жестокие сражения. Работали сапёры, привлекались местные жители, возвращавшиеся в покинутые дома. Иногда в таких домах находили тела погибших. На центральной аллее парка была создана братская могила, в которой было захоронено около 2000 человек.

### Послевоенное время
После войны здание дома культуры стало одним из первых, которое было восстановлено. Уже в 1945 году силами завода «Баррикады» учреждение культуры было восстановлено. Позднее была начата и реконструкция парка. В 1959 году эти работы были завершены и парк был торжественно открыт.
В дни подготовки к десятилетию окончания Сталинградской битвы общественность завода «Баррикады» выдвинула предложение о благоустройстве братской могилы воинов 308-й стрелковой дивизии. И уже в 1954 году над братской могилой на центральной аллее парка был установлен памятник. На постаменте была установлена железобетонная скульптура скорбящего воина в шинели и плащ-накидке. В правой руке у него автомат, в левой — каска. Воин склонил голову над прахом тех, кто здесь похоронен. Фигура воина высотой чуть более 2 метров находится на 4-метровом постаменте, который в 1987 году по проекту архитектора Г. М. Камышева был облицован мраморными и гранитными плитами. Общая высота памятника 6,3 м, высота фигуры воина — 2,35 м. По периметру памятника установлены четыре мраморные плиты: на трёх из них высечены имена погибших, на четвёртой — мемориальный текст: «Здесь захоронены солдаты 62-й и 65-й армий, павшие смертью храбрых в дни Великой Сталинградской битвы 1942—1943 гг.». Изначально воин смотрел в сторону дома культуры, но во время реконструкции монумента, его развернули и теперь он смотрит в противоположную сторону.
В 1961 году Аэропортовский парк был переименован в честь Юрия Гагарина — первого человека совершившего полёт в космос.
В 1972 году на средства завода «Баррикады» началась реконструкция парка. Его территория была поделена на зоны, которые были закреплены за коллективами-шефами. Были определены зоны отдыха детей, зоны аттракционов, кафе, проката. В 1973 году силами баррикадцев были разбиты газоны и цветники, смонтированы электроосвещение пешеходных дорожек и поливочный водопровод, по которому прямо из Волги подавалась техническая вода. Особое внимание уделялось озеленению парка. Главный специалист по озеленению завода «Баррикады» Анатолий Козырев, который начал работать над озеленением парка в 1967 году, наладив связь с Ботаническим садом Академии наук, высадил десятки видов кустарников. Были выполнены большие работы по удалению деревьев. Вместо них были посажены сосны и большое количество берёз.
После реконструкции парк Гагарина получил признание у самых именитых озеленителей СССР и России. В то время парк отличался богатым разнообразием видов и сортов как древесных, так и цветочных растений. Большинство из них служило эталоном насаждений для юго-восточной зоны Поволжья. В 1990-х годах в парке произрастало 362 вида растений: тополя, клёны, дубы, яблони, миндаль, сосны, ели и можжевельники. Парк насчитывал до семи ярусов растительности, а все саженцы были доставлены из лучших питомников страны. Сотрудники парка Гагарина входили в совет ботанических садов России, сотрудничали с ведущими научными учреждениями, а сам парк значился как культурно-исторический объект страны.
Парк отличался не только большим дендрологическим разнообразием, функциональным зонированием и организацией ландшафта и благоустройства. Парк на протяжении нескольких десятилетий выполнял различные роли: культурную (организация концертов, выставок, творческих выступлений), функционально-оздоровительную (сдача норм ГТО, проведения занятий физического воспитания из ближайших школ, заливание катка) и познавательную (занятия по биологии, изо, лекционно-просветительные чтения). В день парк посещало около 3000 человек.
Начиная с 1979 года в парке были установлены детские аттракционы: «Сюрприз», «Берёзка», «Малыш», «Грибок», «Иллюзион». Большую роль в благоустройстве парка сыграли капитальные сооружения, выполненные по индивидуальным проектам.
В 1985 году в парке было сдано в эксплуатацию оригинальное кафе «Лукоморье», построенное по проекту архитектора В. П. Артюхина и инженера Г. А. Красильникова. По своим очертаниям и оформлению оно выглядело необычно. Кафе посещали баррикадцы, жители города и иностранные делегации. Коллективом мартеновского цеха на месте заболоченной местности парка были построены фонтаны «Каскад».
В 1990 году в парке был открыт памятный знак в честь воинов-интернационалистов — жителях Краснооктябрьского района, погибших в Афганистане. Памятный знак, изготовленный мастерской областного управления культуры из гранита и мрамора, выполнен в виде архитектурной композиции из стел разной высоты и объединяющей их площади. На мемориальных плитах нанесены имена погибших и текст: «Остановись, поклонись их памяти!».
В 1990-е годы парк постепенно стал приходить в упадок. Постройки на его территории без надлежащего ухода запустели, а многие деревья из-за нехватки воды и плохого полива высохли.

### Новое время
28 ноября 2006 года между исполняющим обязанности мэра Роландом Хериановым и компанией «ЖБИ-1» был подписан протокол о намерениях передачи парка в долгосрочную аренду компании на 49 лет. Компания планировала полностью реконструировать парк и дом культуры. В рамках реконструкции планировалось восстановить водопровод, сделать новое освещение, установить новый забор и заняться озеленением. Проект реконструкции парка, разработанный ведущими архитекторами города, также предусматривал восстановление кафе «Плакучая ива», создание ледового дворца с катком и зрительным залом на 1500 мест, летнего театра, зоны «Урбания», площадок для стритбола и пейнтбола, автодрома, детских аттракционов и игровых площадок, зооуголка, дендрария, велосипедных дорожек и автопарковки для посетителей.
Компания «ЖБИ-1» успела выполнить работы на сумму порядка 12 миллионов рублей. В рамках этих работ было заменено ограждение и отреставрирован фасад дома культуры, обращённый к парку. Но компания «ЖБИ-1» парк в аренду так и не получила, так как новый мэр города Роман Гребенников расторг ранее достигнутые договорённости.
В 2008 году администрация Волгограда заявила о начале реконструкции парка. В рамках городской программы «Парки и скверы Волгограда» был разработан проект реконструкции парка рассчитанный на пять лет. Проект восстановления парка предполагал работы по восстановлению ограждений и освещения, созданию сети поливочного полуавтоматического водопровода, мощению пешеходных дорожек, установку новых аттракционов и высадку новых деревьев, в том числе ценных сортов.
В 2008 году была сделана дорожка около памятника, вырублено 138 старых деревьев, подготовлен проект на подключение водопровода к городской сети. В 2009 году был проведён водопровод, доделана аллея и продолжена валка сухих деревьев.
1 мая 2010 года и 2 мая 2011 года, накануне дня Победы, в парке проходили военно-исторические реконструкции «Взятие Рейхстага». В качестве рейхстага выступил дом культуры. В реконструкции принимали участие членов из военно-исторических клубов «Пехотинец» и «Шатун».
В мае 2010 года, после завершения первого этапа реконструкции, парк был снова открыт. На центральной аллее парка была уложена тротуарная плитка, установлены бордюры, малые архитектурные формы — качели, горки, карусели, скамейки с навесами, новое ограждение, восстановлено наружное освещение, на значительной части парка проложен водопровод, посажено более 300 саженцев рябины, липы, катальпы, можжевельника, вишни декоративной, дуба, ивы.
22 июня 2010 года в парке Гагарина состоялась акция «Вставай, страна огромная», определяемая организаторами как историческая реконструкция мобилизации граждан. Главные роли исполнили члены военно-исторического клуба «Пехотинец».
В марте 2012 года в адрес губернатора Волгоградской области Сергея Боженова было направлено обращение группы общественных экологов Волгограда. По их мнению в 2008 году под предлогом реконструкции парка Гагарина его зелёный фонд был уничтожен. Были вырублены старые посадки и редкие коллекции ценных деревьев и кустарников, которые можно было бы спасти при грамотном омоложении. Новые деревья были высажены хаотично и непродуманно. Из-за этого не дешёвые по стоимости породы деревьев и кустарников, обречены на гибель. Столь же непрофессионально была создана система полива, которая практически не выполняет своей функции. У защитников парка также вызвало сомнение качество так называемых «научных экспертиз», на основании которых было вырублено подавляющее число растений. По их мнению только комплексное обследование могло стать основанием для вырубки признанных больными деревьев. По сути, судьбу парка решили частные мнения двух человек, а должна была работать комиссия в составе дендролога, почвоведа, гидролога, специалиста по защите растений и орнитолога
Общественники предложили из-за имеющихся грубых нарушений запретить работы по реконструкции зелёных насаждений парка, провести анализ целесообразности трат бюджетных денег и спасти то, что ещё не успели уничтожить. Для этого было предложено создать рабочую группу с участием компетентных специалистов в сфере озеленения, архитектора и представителя природоохранной прокуратуры. Аналогичного мнения придерживалась и группа авторитетных волгоградских учёных, которая провела обследование и сделала предварительное заключение о состоянии зелёных насаждений парка Гагарина. По их мнению обоснованность вырубки вызывает сомнение, так как состояние основного фонда растений было вполне удовлетворительным и при грамотной реконструкции деревья могли бы просуществовать ещё 20-30 лет. Критике учёных подверглась и новая структура породного состава высаженных деревьев: она не может сформировать полноценные парковые насаждения, так как высаженные породы не обеспечат тень и прохладу в жаркие периоды времени года.
В мае 2012 года проблема сохранения и реконструкции парка Гагарина стала основной темой заседания регионального экологического совета при Волгоградской областной Думе. Совет принял решение обратиться к главе города и исполняющему обязанности главы администрации Волгограда с предложением внести изменения в муниципальную программу «Озеленение Волгограда» на 2012—2018 гг. в части увеличения финансирования мероприятий, направленных на развитие парка Гагарина.
В мае 2013 года в парке рядом с кафе «Лукоморье» был открыт фонтан.
В октябре 2013 года контрольно-счётная палата Волгограда опубликовала отчёт о результатах проверки эффективности расходования бюджетных средств при реконструкции и благоустройстве объектов озеленения парка в 2012 году. Проверяющие пришли к выводу, что бюджетные средства при реконструкции и благоустройстве парка имени Ю. А. Гагарина в 2012 году расходовались неэффективно.
В июле 2015 года в парке было восстановлено освещение. Кроме это на территории парка были выполнены работы по настройке автоматического полива, произведены обрезка деревьев и кустарников. А в середине августа в парке был открыт «Космический городок» — игровая площадка для детей, стилизованная под космические ракеты.
В августе 2017 года в рамках проекта «Поколение Спортмастер» было установлено десять спортивных площадок. Одна из таких площадок с турниками, брусьями и шведской стенкой была установлена в парке Гагарина.
15 февраля 2018 года в Краснооктябрьском районе прошли публичные обсуждения дизайн-проектов благоустройства общественных территорий района. Среди представленных вариантов был проект комплексного обновления парка Гагарина. Проект предусматривает создание скейт-парка, «сухого» фонтана, детского игрового комплекса и большой детской площадкой. Авторы проекта предлагают обустроить прогулочную тротуарную зону с мощением плиткой, высадить газон и деревья с кустарниками, устроить поливочный водопровод и установить различные малые архитектурные формы, включая декоративную скульптуру. Парк Гагарина должен быть благоустроен в рамках пятилетней программы формирования современной городской среды.